# Ria Valk

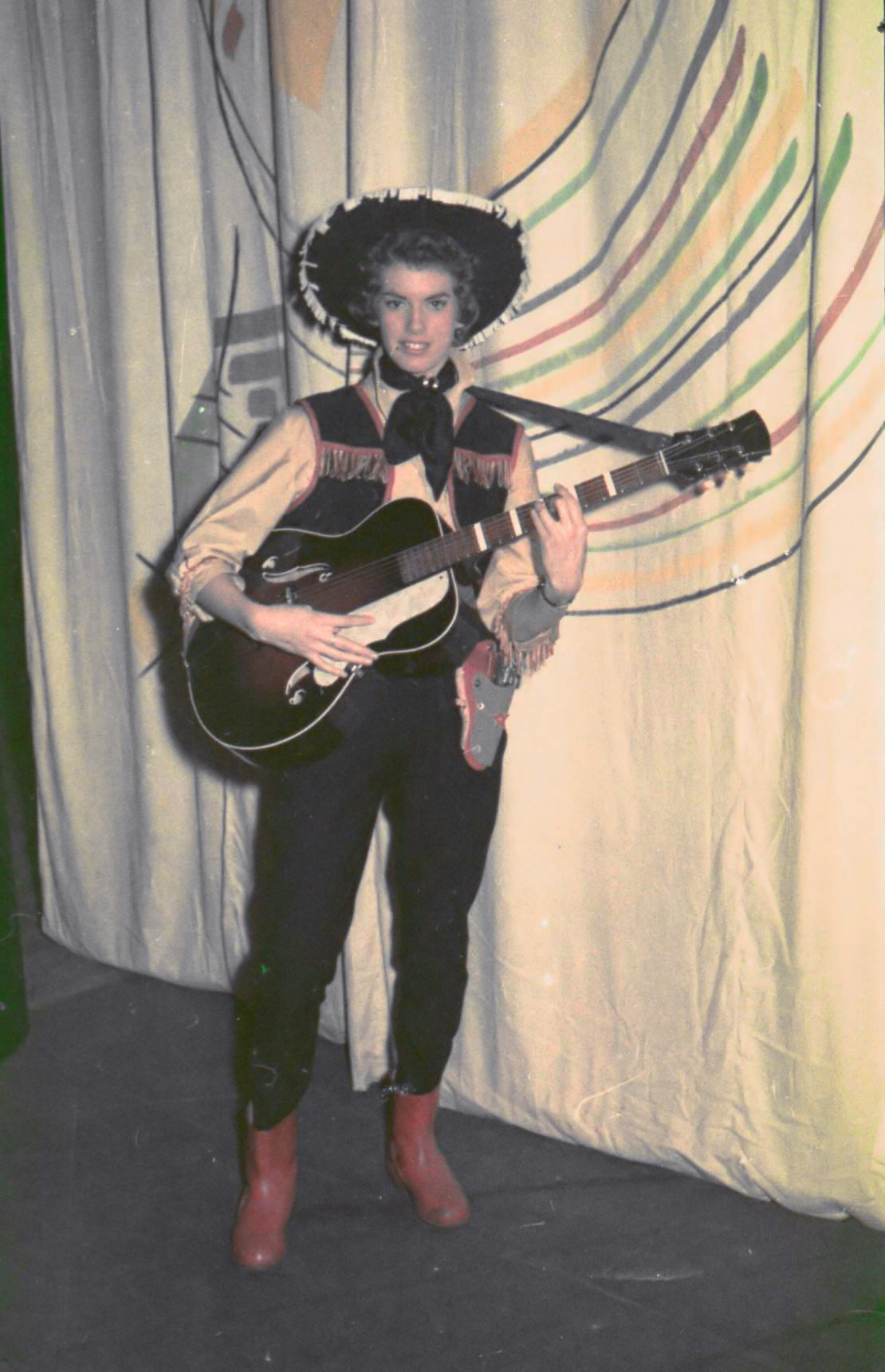
Ria Valk, 1961

Ria Valk (* 11. Februar 1941 in Eindhoven) ist eine niederländische Sängerin.

## Leben und Wirken
Ihren musikalischen Durchbruch erreichte Valk 1960 mit dem Titel Rocking Billy (Hou je echt nog van mij Rockin’ Billy), wobei es sich um ein Cover des schwedischen Songs Klas-Göran, der im Original von Lill Babs gesungen wurde, handelt. Der Titel wurde von dem bekannten Produzenten Jack Bulterman für Ria Valk ausgesucht, der sie damals betreute.

## Diskografie
Singles

| Jahr | Titel Album                                      | Höchstplatzierung, Gesamtwochen/‑monate, AuszeichnungChartplatzierungen (Jahr, Titel, Album, Platzierungen, Wochen/Monate, Auszeichnungen, Anmerkungen) | Höchstplatzierung, Gesamtwochen/‑monate, AuszeichnungChartplatzierungen (Jahr, Titel, Album, Platzierungen, Wochen/Monate, Auszeichnungen, Anmerkungen) | Anmerkungen |
| Jahr | Titel Album                                      | NL | DE | Anmerkungen |
| ---- | ------------------------------------------------ | --- | --- | ----------- |
| 1961 | Mein Bonnie (Einmal endet bei dir meine Reise) – | — | DE32 (4 Mt.)DE |             |
| 1965 | Alfredo en José (Santo Domingo) –                | NL6 (19 Wo.)NL | — |             |
| 1965 | Als ik de golven aan het strand zie –            | NL18 (15 Wo.)NL | — |             |
| 1967 | Moet je m’n zuster zien –                        | NL24 (7 Wo.)NL | — |             |
| 1969 | Casatschok –                                     | NL16 (6 Wo.)NL | — |             |
| 1969 | Vrijgezellen-Flat –                              | NL17 (6 Wo.)NL | — |             |
| 1972 | Waar zijn de zomers –                            | NL33 (3 Wo.)NL | — |             |
| 1973 | Moeder ik ben zo bang –                          | NL21 (7 Wo.)NL | — |             |
| 1975 | De liefde van de man gaat door de maag –         | NL2 (8 Wo.)NL | — |             |
| 1976 | Leo –                                            | NL2 (10 Wo.)NL | — |             |

grau schraffiert: keine Chartdaten aus diesem Jahr verfügbar